# MLB Draft 2001
Der MLB Draft 2001, der Entry Draft der Major League Baseball, fand am 5. und 6. Juni 2001 statt.
Die erste Wahl (Pick) hatten die Minnesota Twins und wählten den Catcher Joe Mauer.

## Erstrundenwahl
|  | = All-Star |

| Pick | Spieler             | Franchise             | Position | Schule                                     |
| ---- | ------------------- | --------------------- | -------- | ------------------------------------------ |
| 01   | Joe Mauer           | Minnesota Twins       | C        | Cretin-Derham Hall High School (Minnesota) |
| 02   | Mark Prior          | Chicago Cubs          | RHP      | University of Southern California          |
| 03   | Dewon Brazelton     | Tampa Bay Devil Rays  | RHP      | Middle Tennessee State University          |
| 04   | Gavin Floyd         | Philadelphia Phillies | RHP      | Mount Saint Joseph College (Maryland)      |
| 05   | Mark Teixeira       | Texas Rangers         | 3B       | Georgia Tech                               |
| 06   | Josh Karp           | Montreal Expos        | RHP      | University of California                   |
| 07   | Chris Smith         | Baltimore Orioles     | LHP      | Cumberland University                      |
| 08   | John Van Benschoten | Pittsburgh Pirates    | RHP      | Kent State University                      |
| 09   | Colt Griffin        | Kansas City Royals    | RHP      | Marshall High School (Texas)               |
| 10   | Chris Burke         | Houston Astros        | SS       | University of Tennessee                    |
| 11   | Kenny Baugh         | Detroit Tigers        | RHP      | Rice University                            |
| 12   | Mike Jones          | Milwaukee Brewers     | RHP      | Thunderbird High School (Arizona)          |
| 13   | Casey Kotchman      | Anaheim Angels        | 1B       | Seminole High School (Florida)             |
| 14   | Jake Gautreau       | San Diego Padres      | 1B-3B    | Tulane University                          |
| 15   | Gabe Gross          | Toronto Blue Jays     | LF       | Auburn University                          |
| 16   | Kris Honel          | Chicago White Sox     | RHP      | Providence Catholic High School (Illinois) |
| 17   | Dan Denham          | Cleveland Indians     | RHP      | Deer Valley High School (Kalifornien)      |
| 18   | Aaron Heilman       | New York Mets         | RHP      | University of Notre Dame                   |
| 19   | Mike Fontenot       | Baltimore Orioles     | 2B       | Louisiana State University                 |
| 20   | Jeremy Sowers       | Cincinnati Reds       | LHP      | Ballard High School (Kentucky)             |
| 21   | Brad Hennessey      | San Francisco Giants  | RHP      | Youngstown State University                |
| 22   | Jason Bulger        | Arizona Diamondbacks  | RHP      | Valdosta State University                  |
| 23   | John-Ford Griffin   | New York Yankees      | RF       | Florida State University                   |
| 24   | Macay McBride       | Atlanta Braves        | LHP      | Screven County High School (Georgia)       |
| 25   | Bobby Crosby        | Oakland Athletics     | SS       | Long Beach State University                |
| 26   | Jeremy Bonderman    | Oakland Athletics     | RHP      | Pasco High School (Washington)             |
| 27   | William Horne       | Cleveland Indians     | RHP      | Marianna High School (Florida)             |
| 28   | Justin Pope         | St. Louis Cardinals   | RHP      | University of Central Florida              |
| 29   | Josh Burrus         | Atlanta Braves        | SS       | Joseph Wheeler High School (Georgia)       |
| 30   | Noah Lowry          | San Francisco Giants  | LHP      | Pepperdine University                      |

## Ergänzung zur Runde 1
| Pick | Spieler             | Franchise            | Position | Schule                                      | Grund des Ergänzungs-Picks                                 |
| ---- | ------------------- | -------------------- | -------- | ------------------------------------------- | ---------------------------------------------------------- |
| 31   | Bryan Bass          | Baltimore Orioles    | SS       | Seminole High School (Florida)              | Verlust von Free Agent Mike Mussina                        |
| 32   | Michael Woods       | Detroit Tigers       | 2B       | Southern University                         | Verlust von Free Agent Juan González                       |
| 33   | Jeff Mathis         | Anaheim Angels       | C        | Marianna High School (Florida)              | Verlust von Free Agent Mark Petkovsek                      |
| 34   | Bronson Sardinha    | New York Yankees     | SS       | Kamehameha High School (Hawaii)             | Verlust von Free Agent Denny Neagle                        |
| 35   | J. D. Martin        | Cleveland Indians    | RHP      | University of San Francisco                 | Verlust von Free Agent Manny Ramirez                       |
| 36   | Michael Garciaparra | Seattle Mariners     | SS       | Don Bosco Technical Institute (Kalifornien) | Verlust von Free Agent Alex Rodríguez                      |
| 37   | John Rheinecker     | Oakland Athletics    | LHP      | Southwest Missouri State University         | Verlust von Free Agent Kevin Appier                        |
| 38   | David Wright        | New York Mets        | 3B       | Hickory High School (Virginia)              | Verlust von Free Agent Mike Hampton                        |
| 39   | Wyatt Allen         | Chicago White Sox    | RHP      | University of Tennessee                     | Verlust von Free Agent Charles Johnson                     |
| 40   | Richard Lewis       | Atlanta Braves       | 2B       | Georgia Tech                                | Verlust von Free Agent Andy Ashby                          |
| 41   | Todd Linden         | San Francisco Giants | OF       | Louisiana State University                  | Verlust von Free Agent Ellis Burks                         |
| 42   | Jon Skaggs          | New York Yankees     | RHP      | Rice University                             | Verlust von Free Agent Jeff Nelson                         |
| 43   | Mike Conroy         | Cleveland Indians    | OF       | Boston College High School (Massachusetts)  | Verlust von Free Agent David Segui                         |
| 44   | Jayson Nix          | Colorado Rockies     | SS       | Midland High School (Texas)                 | Nr. 1 Pick im Draft 2000 hat keinen Vertrag unterschrieben |